# Miriam Kühn
Miriam Kühn (* 20. Jahrhundert) ist eine deutsche Kunsthistorikerin, die sich mit islamischer Kunst beschäftigt. Sie ist Kuratorin des Museums für Islamische Kunst in Berlin.

## Leben und Leistungen
Miriam Kühn studierte an den Universitäten Bamberg, Paris und Bonn Orientalische Kunstgeschichte mit einem Schwerpunkt auf Islamischer Kunstgeschichte, Kunstgeschichte und Islamwissenschaften. 2005 erhielt sie ihren Magister-Grad in Bonn. Schon seit 2002 war sie Autorin und Redakteurin des Allgemeinen Künstlerlexikons, eine Position, die sie bis 2014 behielt. Von Beginn 2006 bis Mitte 2008 war Kühn als geprüfte wissenschaftliche Hilfskraft an der Orient-Abteilung des Deutschen Archäologischen Instituts beschäftigt. Im Anschluss absolvierte sie bis Oktober 2010 ein Volontariat am Museum für Islamische Kunst der Berliner Staatlichen Museen und wurde dort im Anschluss bis April 2011 Fellow. Von November 2011 bis September 2012 schloss sich eine Anstellung als Wissenschaftliche Mitarbeiterin am Lehrstuhl für Islamische Kunstgeschichte und Archäologie der Universität Bamberg an. Im direkten Anschluss wurde Kühn wieder zurück am Berliner Museum die Projektleiterin des Yousef Jameel Digitalisierungsprojekts. Nach der Promotion im Jahr 2017 an der Universität München mit einer Dissertation zum Thema Mamlukische Minbare. Islamische Predigtkanzeln in Ägypten, Syrien, Libanon, Israel und den Palästinensischen Autonomiegebieten zwischen 1250 und 1517 wurde sie Kuratorin am Museum für Islamische Kunst in Berlin.
Kühns Forschungsschwerpunkte sind die Geschichte der Islamischen Kunst, die Mamlukische Kunst- und Architekturgeschichte, die Provenienzforschung und die Geschichte der Foto- und Ausgrabungsarchive, die Historiografie der Islamischen Kunstgeschichte und Archäologie sowie die Rezeption von Kunst und Architektur in mittelalterlichen Schriftquellen. Als Kuratorin am Museum für Islamische Kunst ist sie für die Materialgruppen Textilien, Glas, Holz, Münzen und Siegel zuständig. Zudem betreut sie die Provenienzforschung, das Fotoarchiv und das Archiv. Von 2017 bis 2023 war Kühn Schatzmeisterin der Ernst Herzfeld-Gesellschaft.

## Publikationen (Auswahl)
- Mamlukische Minbare. Islamische Predigtkanzeln in Ägypten, Syrien, Libanon, Israel und den Palästinensischen Autonomiegebieten zwischen 1250 und 1517 (= Mamluk studies. Band 19). V & R Unipress / Bonn University Press, Göttingen 2019, ISBN 978-3-8471-0806-1 (Print), ISBN 978-3-8470-0806-4 (E-Book).

Herausgeberschaften
- Aktuelle Forschungsprojekte. Deutsches Archäologisches Institut, Orient-Abteilung, Berlin 2008.[1]
- Vorsicht Glas! Zerbrechliche Kunst 700 – 2010 (= Die Sammlungen des Museums für Islamische Kunst Berlin). Edition Minerva, München 2010, ISBN 978-3-938832-69-1.
- mit Martina Müller-Wiener: Lüsterkeramik. Schillerndes Geheimnis = Luster ceramics. Shimmering secret. Michael Imhof Verlag, Petersberg 2022, ISBN 978-3-7319-1150-0.